# Велозу Салгаду, Жозе Мария
Жозе Мария Велозу Салгаду (порт. José Maria Veloso Salgado; 2 апреля 1864, Мелон, Оренсе — 22 июля 1945, Лиссабон) — португальский художник галисийского происхождения. Считается одним из выдающихся мастеров натурализма в стране, автор многих известных работ в области исторической живописи, пейзажей и портретов.

## Биография
Будущий художник родился 2 апреля 1864 года в Галисии (Испания), в Мелоне (небольшой город в провинции Оренсе, недалеко от границы с Португалией), где прожил до 10-летнего возраста. Он был сыном фермера Хосе Переса и его жены, Долорес Велозу Родригес Сальгадо. В 1874 году родители отправили мальчика жить к дяде по материнской линии Мигелю Велозу Родригесу Сальгадо, руководившему в Лиссабоне литографической мастерской. Оказавшись в Португалии, изменил произношения своего имени с испанского (Хосе) на португальское (Жозе).
С этого времени Жозе начал работать подмастерьем в мастерской своего дяди. С 1878 по 1880 год он посещал вечерние занятия для рабочих в школе Лиссабонской академии художеств, которые вскоре окончил с отличием. Воодушевленный своими результатами, он начал посещать обычные вечерние занятия в 1881 году и в конце первого года обучения получил премию в размере 20 тысяч реалов. Затем он начал посещать дневные занятия, где учился у Хосе Симойнса де Алмейды и Хосе Феррейры Чавеса, которые преподавали рисунок и живопись, соответственно; он получил высшие оценки по обоим предметам.

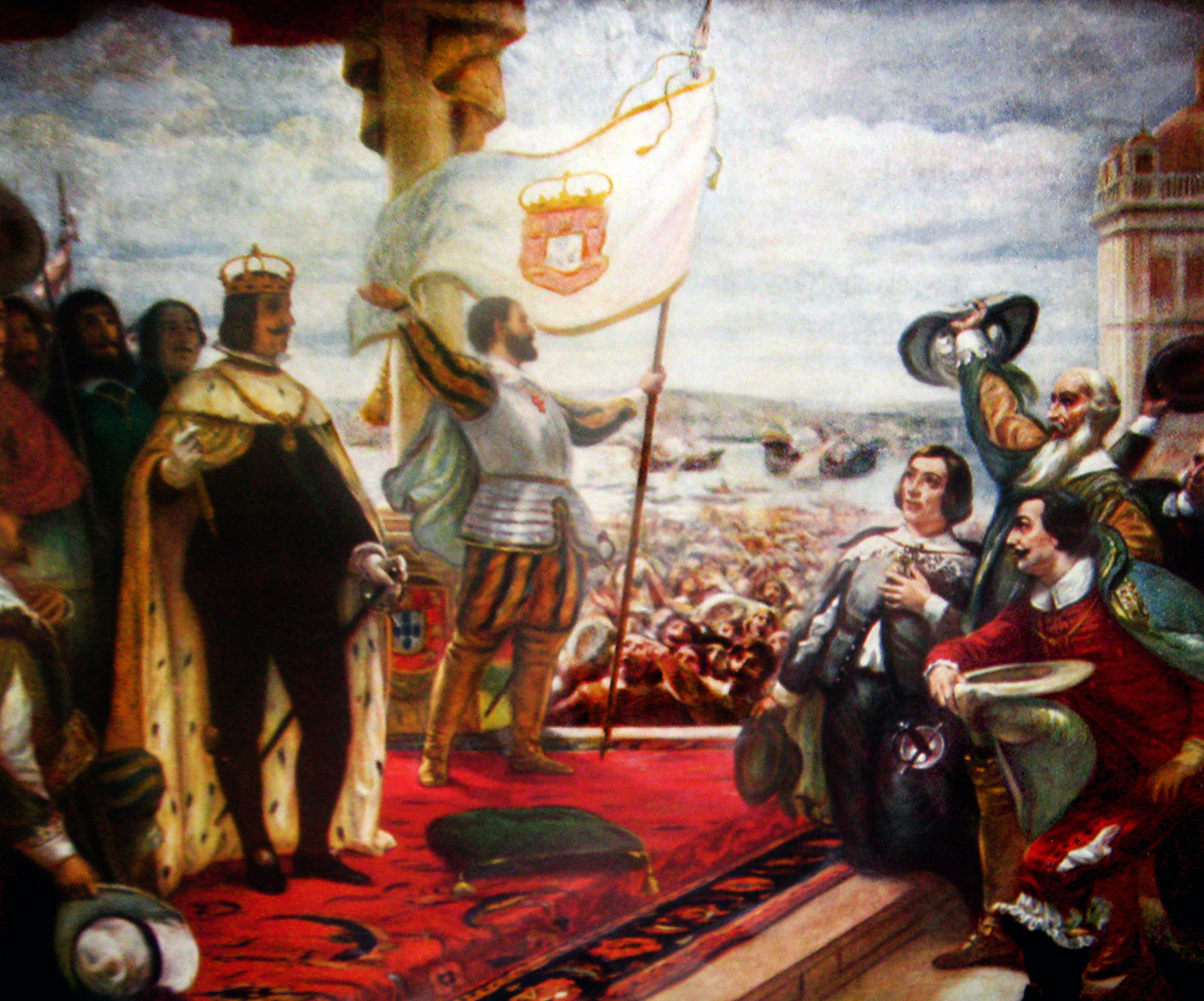
Коронация Жуана IV (1908)

В 1884 году Велозу Сальгадо представил две свои работы на 13-й выставке Общества поощрения изящных искусств и получил за них почетную награду. В 1887 году он участвовал в 14-й выставке.
В 1887 году Велозу Сальгадо закончил учебу в Академии с итоговой оценкой 17 из 20 и в том же году официально получил португальское подданство, а вскоре после этого — и португальскую государственную стипендию для продолжения обучения живописи в Париже. В 1888 году художник приехал в Париж, где  арендовал мастерскую на улице Рошеро, которую он, с целью экономии, делил с Артуром Мело. Вскоре он подружился со скульптором Антониу Тейшейрой Лопесом, у которого имелась собственная мастерская в том же здании.
Велозу Сальгадо был принят в Школу изящных искусств, где учился у Александра Кабанеля, Бенжамена-Констана, Жюля-Эли Делоне, Жан-Поля Лорана и Фернана Кормона. Примерно в это же время он познакомился с художником Жюлем Бретоном и его дочерью и ученицей Виржини Демонт-Бретон, а также с ее супругом Адрианом Демонтом, который вскоре стал его близким другом.
В Париже Сальгадо впервые публично выставил свои работы на ежегодном Салоне в 1889 году. Два года спустя, он получил третью призовую медаль салона за  картину «Амур и Психея» (1891), которая в настоящее время находится в Национальном музее современного искусства в Лиссабоне.
В дальнейшем Сальгадо также выиграл конкурс живописи, организованный мэрией Лиссабона в 1890 году, и участвовал в 1-й выставке Гильдии художников Лиссабона (Grémio Artístico de Lisboa). После своего пребывания в Париже Велозу Сальгадо отправился в Италию. Он провёл некоторое время во  Флоренции, где копировал классические работы мастеров эпохи Ренессанса, а также, работая на пленэре, писал  картины.
Находясь в Италии, художник создал одну из своих самых знаменитых работ, «Иисус Христос», которую позже выставил на Парижском салоне 1892 года. В дальнейшем эта картина была утрачена когда в 1900 году корабль, возвращавший её со Всемирной выставки из Америки в Европу, затонул. 
В 1890-х годах Сальгадо также выставлял свои картины Мюнхенской художественной выставке Лиссабонская академия изящных искусств присвоила ему звание почётного действительного члена (академика).
Он вернулся в Лиссабон в 1895 году, и в декабре того же года был назначен временным профессором исторической живописи в лиссабонской Академии художеств; два года спустя он был избран на должность постоянного профессора. В 1901 году был назначен профессором по классу исторической живописи в той же академии.
С этого момента он регулярно участвовал в крупных художественных выставках, как национальных, так и международных, работал как по государственным заказам, так и по заказам частных лиц. Он получил множество наград и отличий (офицер португальского ордена Сантьяго в 1896 году, кавалер французского ордена Почетного легиона в 1902 году, член Лиссабонской академии наук с 1907 года).
Помимо станковой живописи, ему также часто поручали украшать росписями интерьеры частных особняков и общественных зданий, в частности, зал Биржи в Порту, зал заседаний португальского парламента во дворце Святого Бенедикта в Лиссабоне, интерьеры Лиссабонского военного музея, Лиссабонской медицинской школы, факультета естественных наук Лиссабонского университета и помещения университета Порту. Совместно с архитектором Мигелем Вентура Террой он также работал над оформлением театра Политеама в Лиссабоне и интерьера Лиссабонской синагоги.

## Личная жизнь и смерть
В 1896 году Жозе женился на Виторине де Сильва Мелло, крестнице и протеже художника Хосе Феррейры Чавеса. В этом браке родилось двое детей: Хосе Мигель Велозу Сальгадо (родился в 1896) и Мария Аделина Велозу Сальгадо (родилась в 1899). Когда вдова Феррейры Чавеса скончалась в 1903 году, Велозу Сальгадо унаследовал большую часть ее имущества. Художник ушел из живописи в 1940 году, в возрасте 76 лет, и умер в Лиссабоне пять лет спустя, в 1945 году в возрасте 81 года.

## Галерея

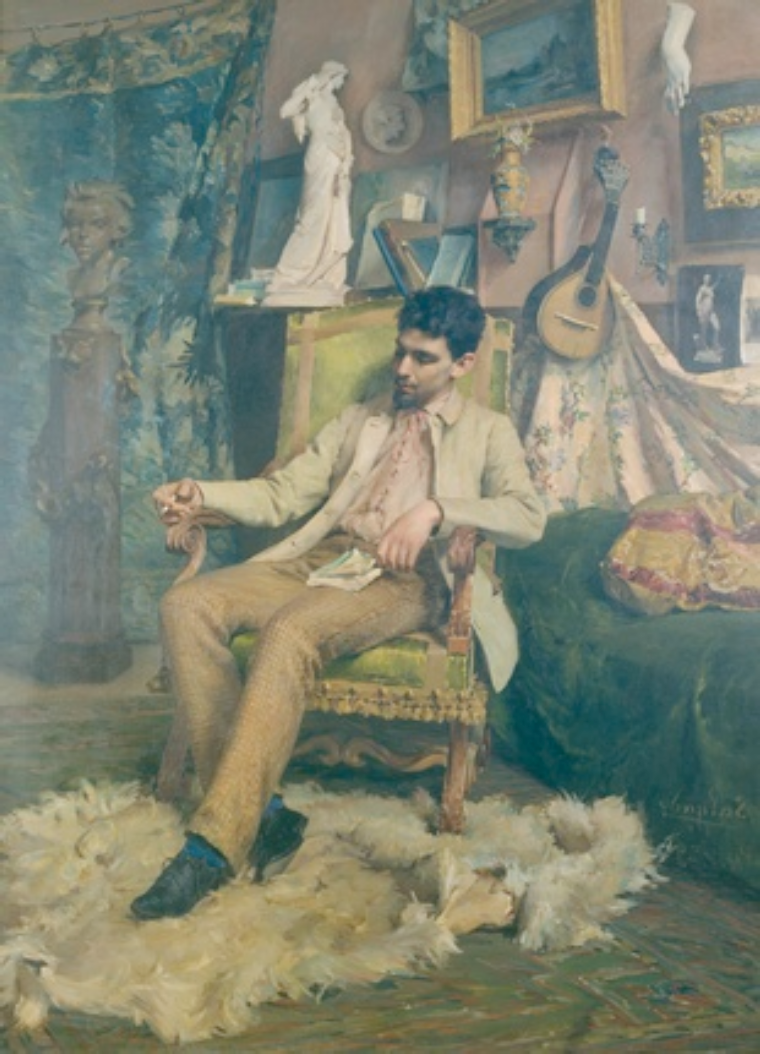
Скульптор Тексейра Лопес в своей мастерской в Париже (1889), дом-музей Тексейры Лопеса.
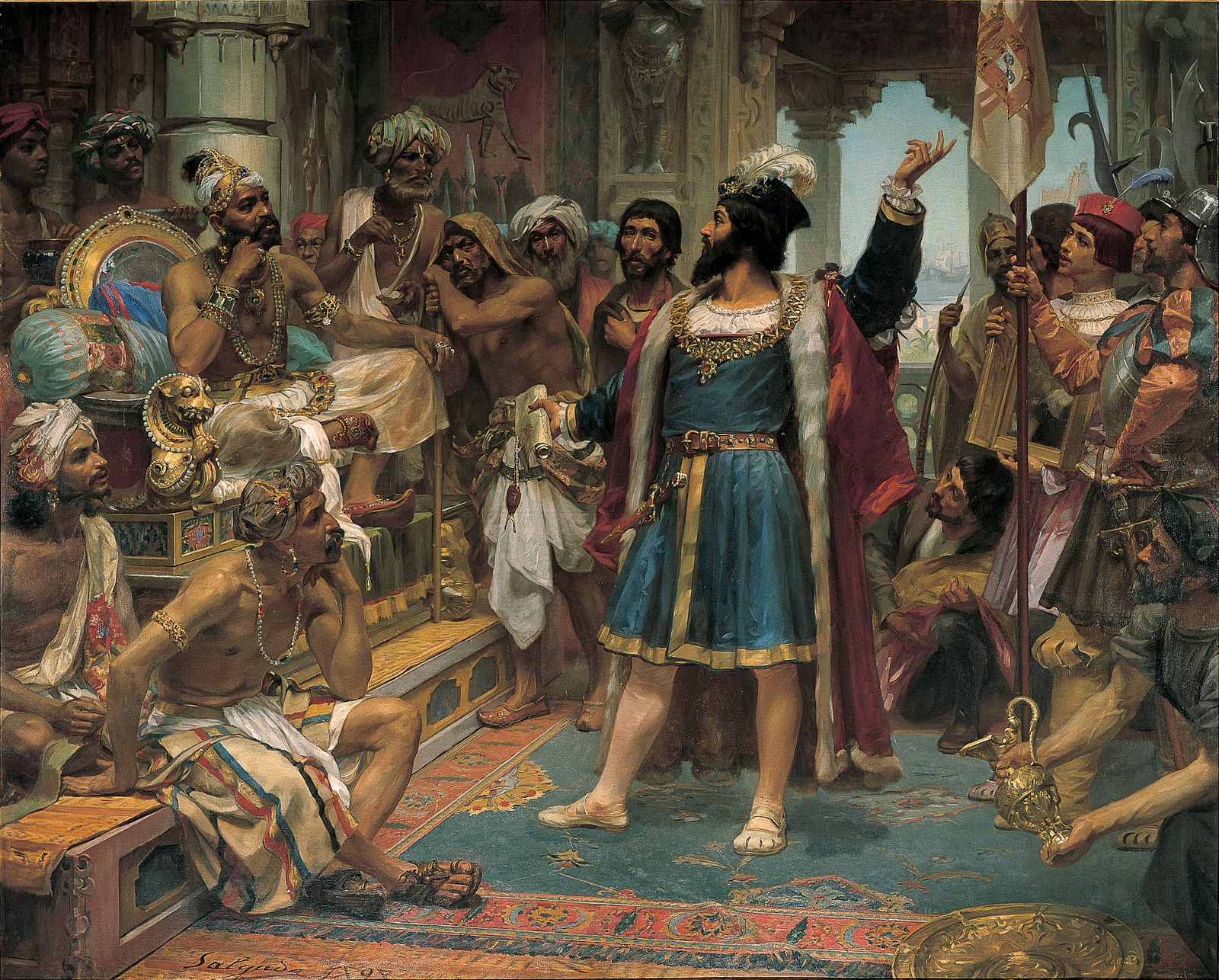
Васко да Гама перед правителем Калькутты (1898), Лиссабонское географическое общество.
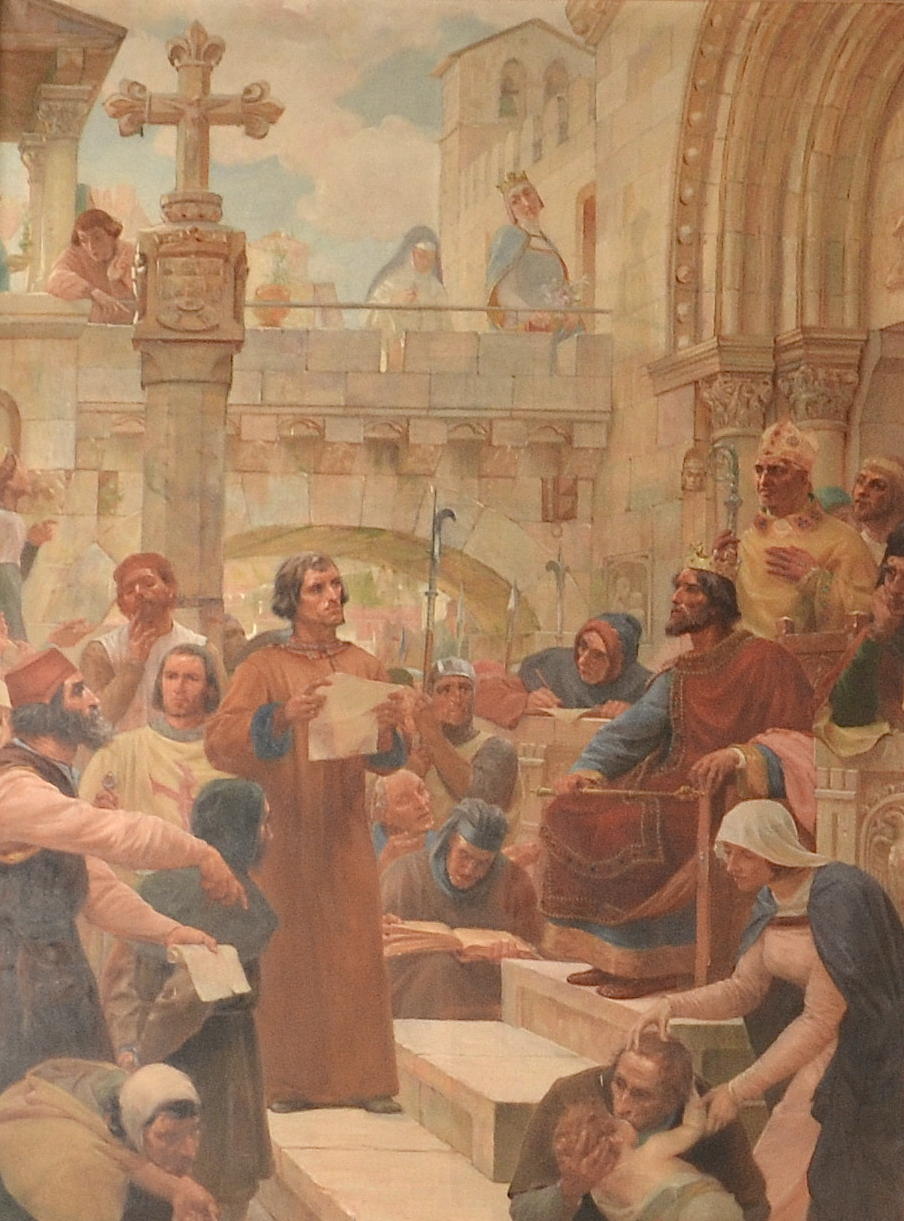
Король Диниш I вершит правосудие (1899).
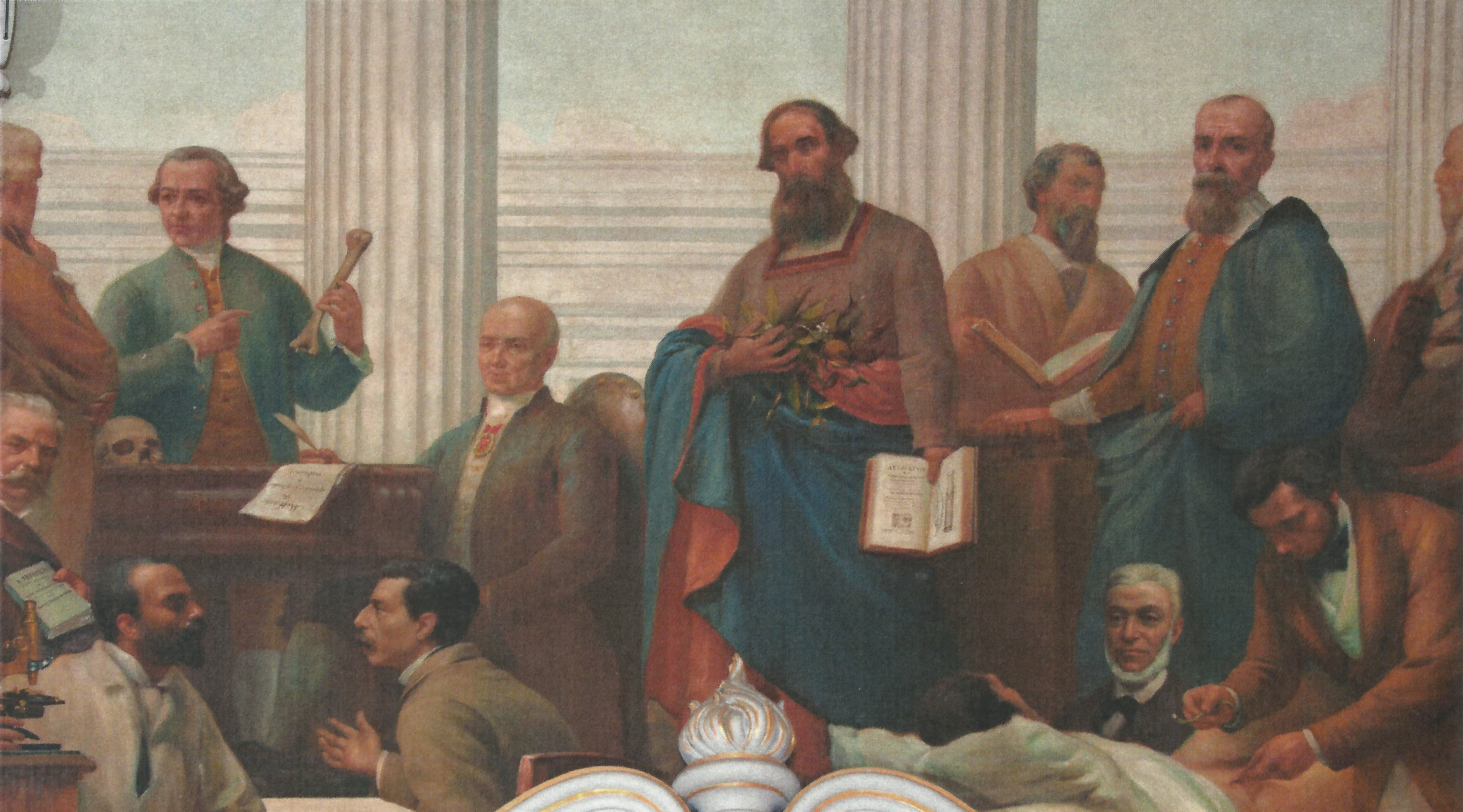
Португальская медицина (1906), Медицинская школа университета NOVA в Лиссабоне.
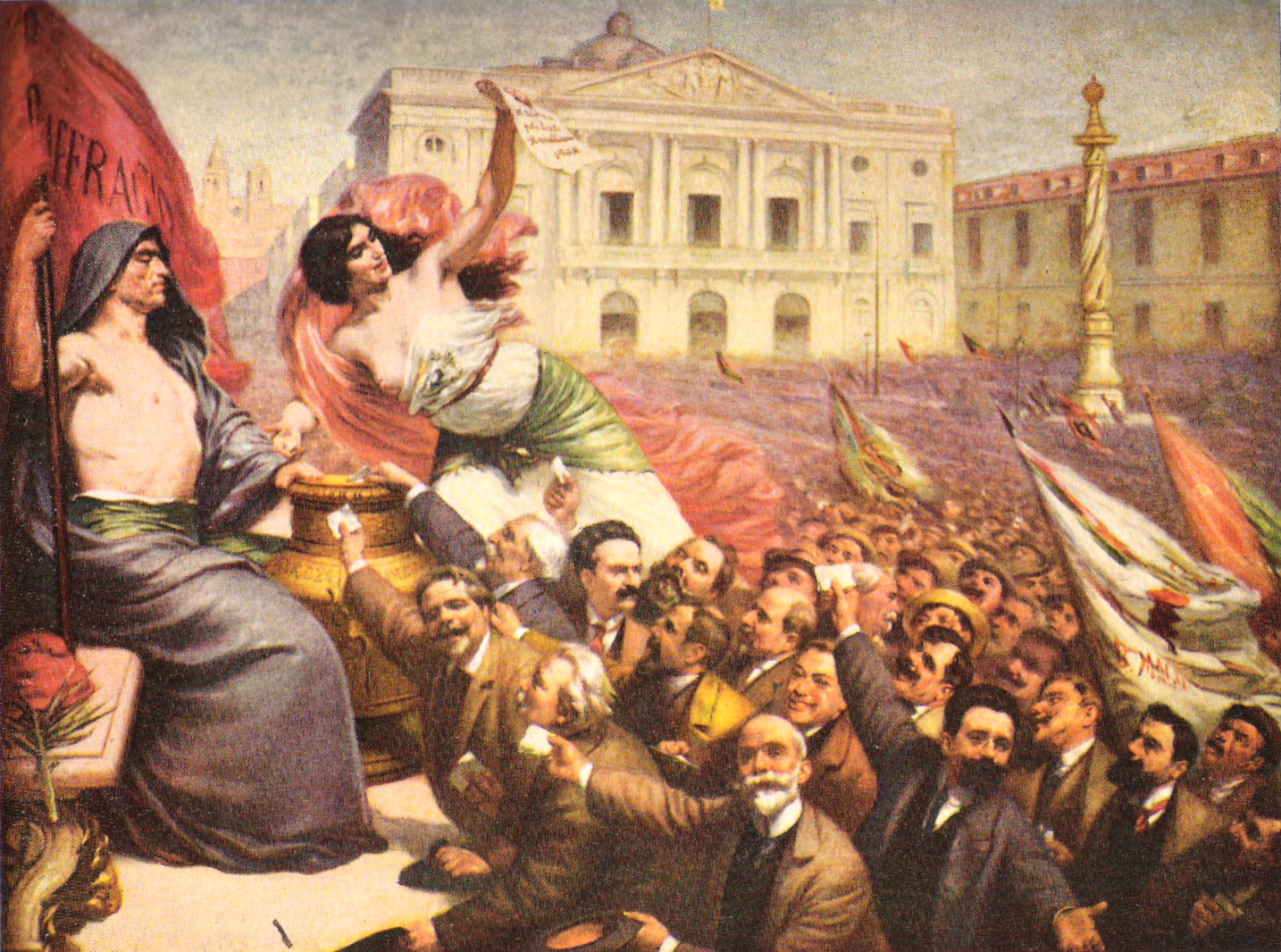
Избирательное право (1913), Дворец Пимента.
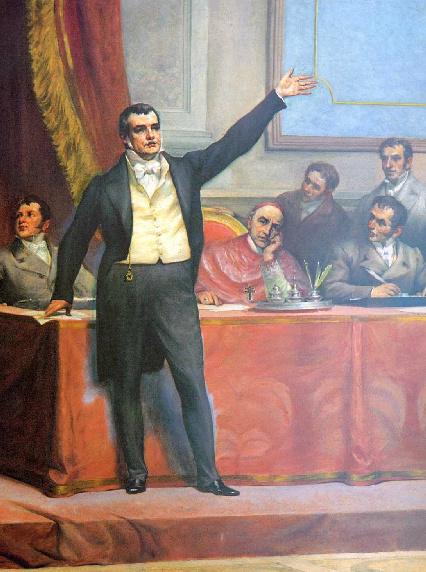
Фрагмент картины «Учредительное собрание 1821 года» (1921), Парламент Португалии.
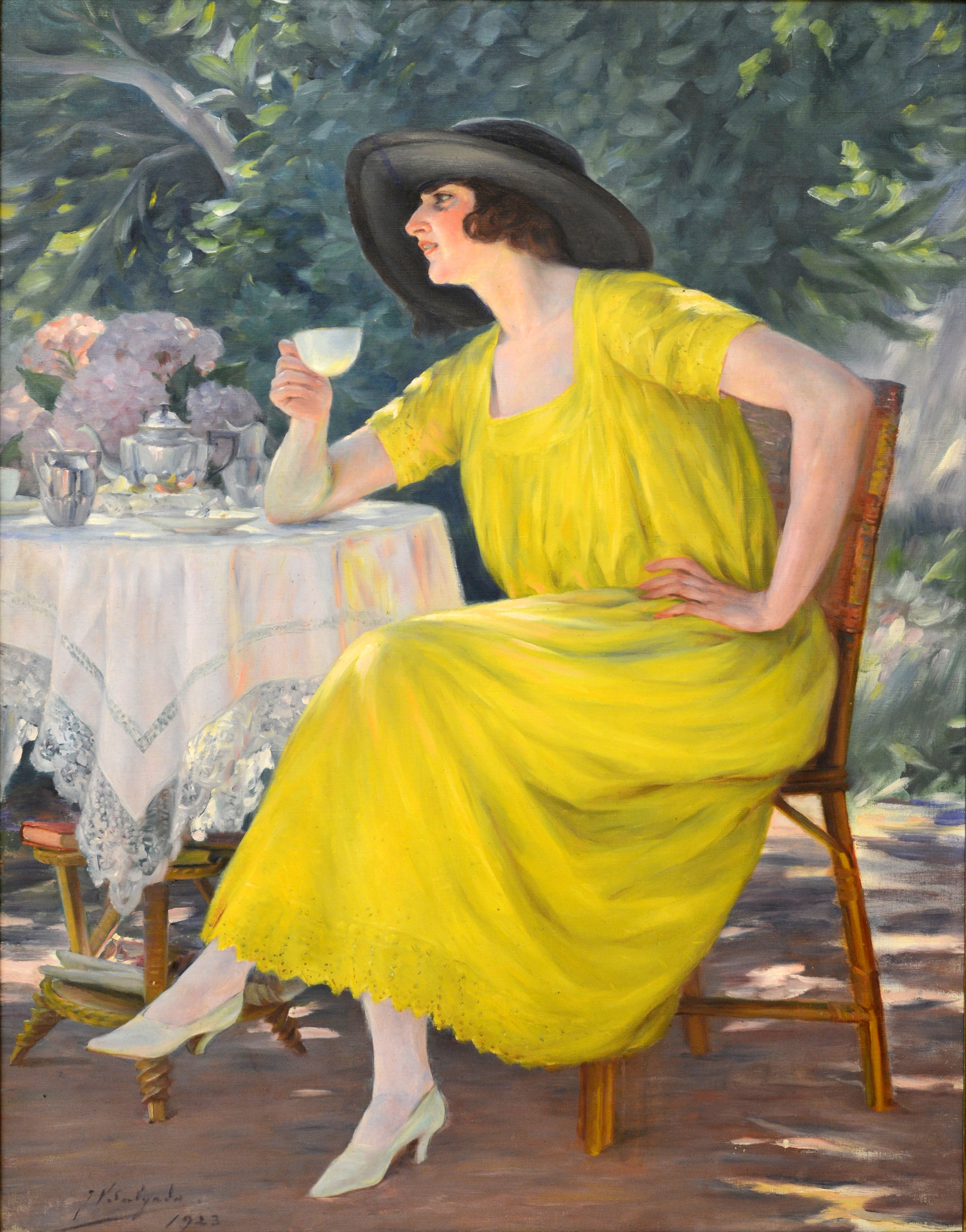
Молодость (1923).
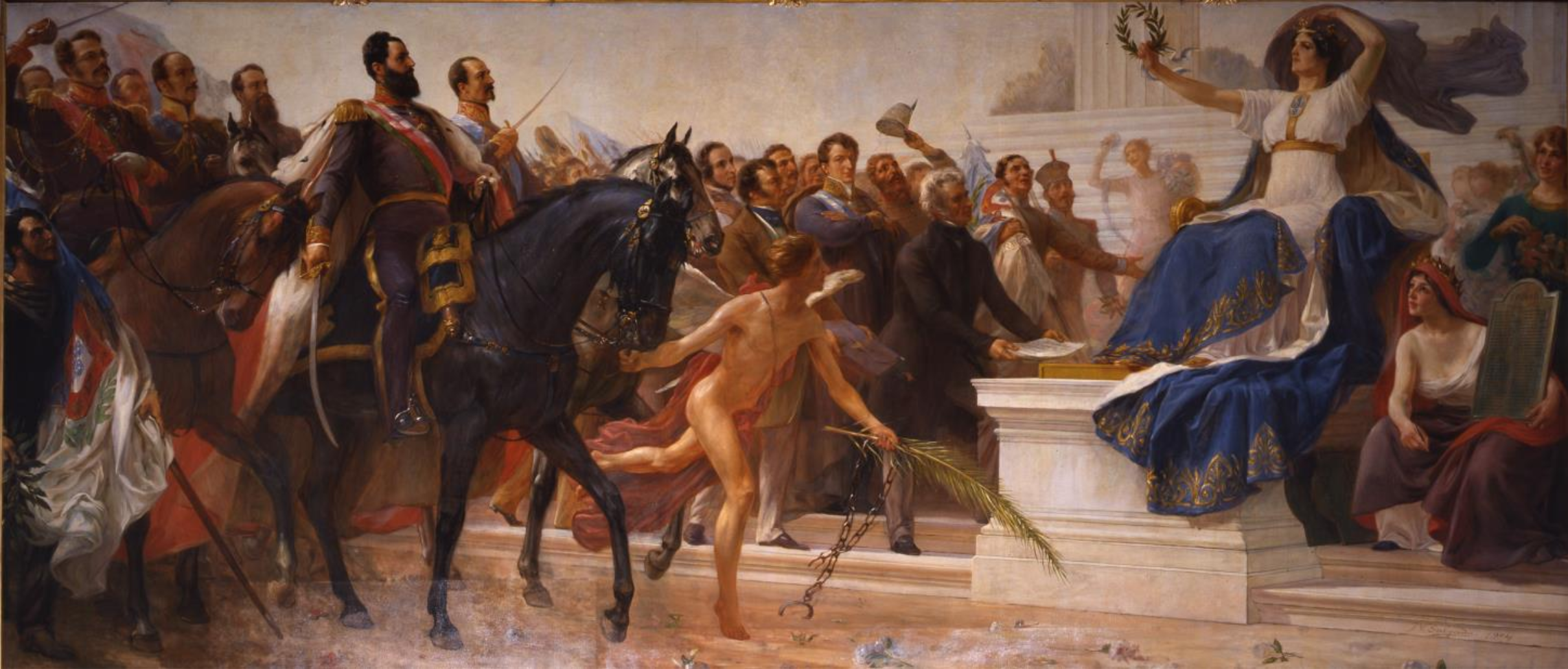
Родина венчает лаврами своих героев (1904), Лиссабонский  военный музей.
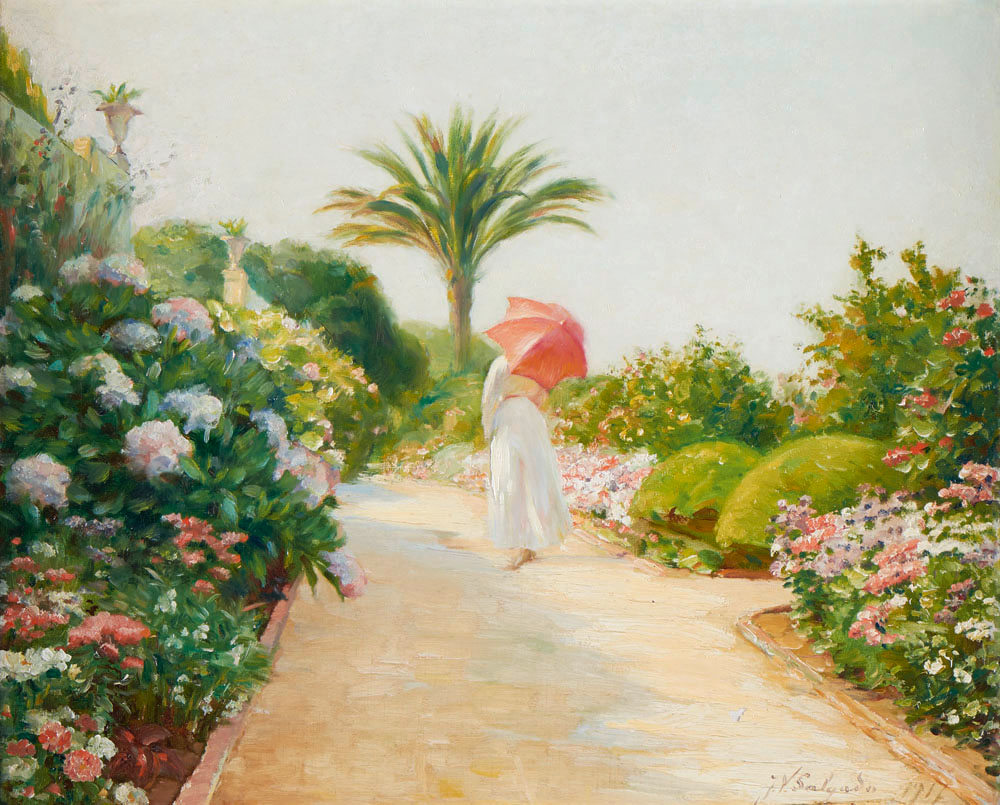
Женщина в саду (1917).
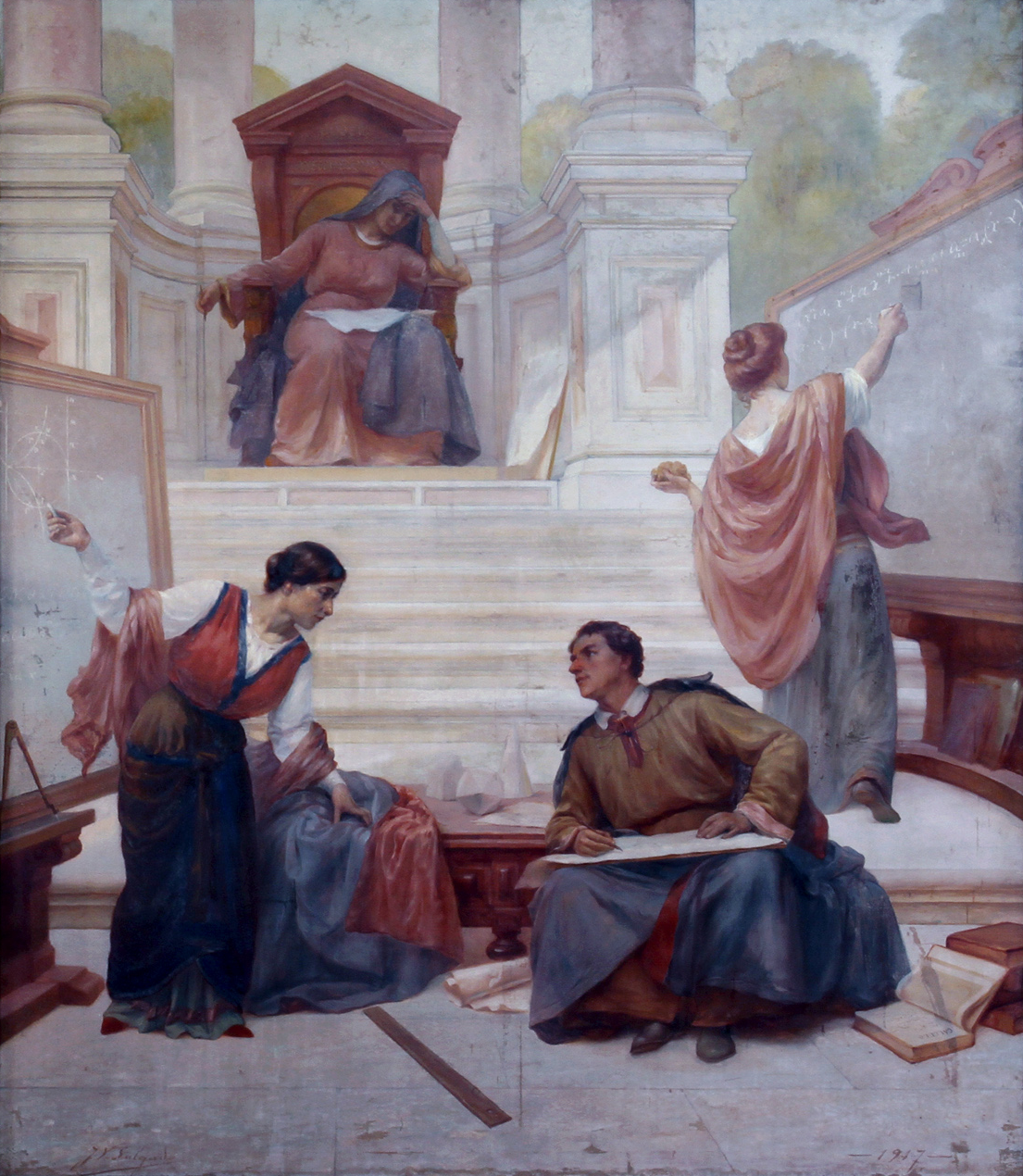
Аллегория математики (1917), Университет Порту.
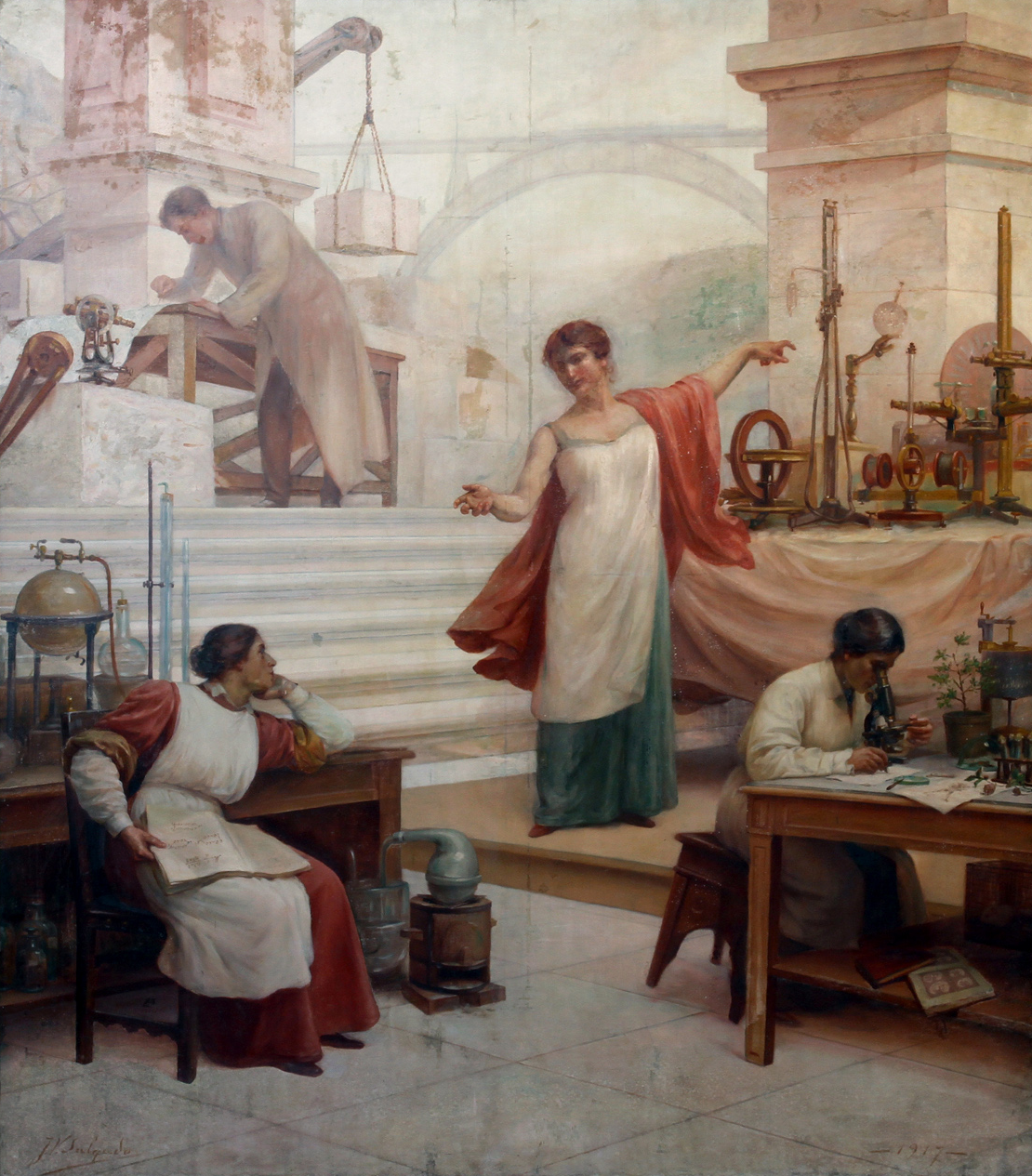
Аллегория естественных наук (1917),  Университет Порту.
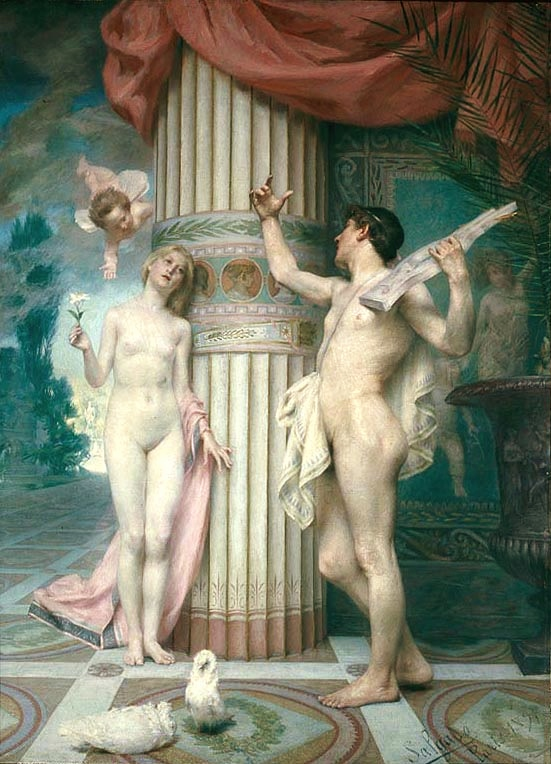
Амур и Психея (1891).